# Cerda
Cerda is een gemeente in de Italiaanse provincie Palermo (regio Sicilië) en telt 5326 inwoners (31-12-2004). De oppervlakte bedraagt 43,8 km², de bevolkingsdichtheid is 122 inwoners per km².

## Demografie
Cerda telt ongeveer 1609 huishoudens. Het aantal inwoners daalde in de periode 1991-2001 met 1,0% volgens cijfers uit de tienjaarlijkse volkstellingen van ISTAT.
| Jaar | Inwoneraantal |
| ---- | ------------- |
| 1991 | 5431          |
| 2001 | 5377          |

## Geografie
De gemeente ligt op ongeveer 272 m boven zeeniveau.
Cerda grenst aan de volgende gemeenten: Aliminusa, Collesano, Sciara, Scillato, Sclafani Bagni, Termini Imerese.